# Metiendo mano!
Metiendo Mano! es el primer álbum realizado en conjunto por Willie Colón y Rubén Blades que fue lanzado el 7 de octubre de 1977. La producción incluye la canción Pablo Pueblo, pieza que forma parte de los inicios de la «salsa consciente» o «intelectual». De acuerdo a la empresa disquera Fania: 

...el nuevo binomio Colón-Blades le cantó al obrero explotado en la factoría, cuyos ingresos no alcanzan para suplir lo básico a su esposa e hijos; a las encrucijadas de los emigrantes hispanos en la Gran Manzana; al genocidio a palos de la raza indígena y a la sociología del barrio.

## Lista de canciones
| N.º | Título               | Escritor(es)          | Duración |  |
| 1.  | «Pablo Pueblo»       | Rubén Blades          | 5:09     |  |
| 2.  | «Según el Color»     | Félix Hernández       | 6:00     |  |
| 3.  | «La Maleta»          | Rubén Blades          | 4:41     |  |
| 4.  | «Me Recordarás»      | Frank Domínguez       | 3:42     |  |
| 5.  | «Plantación Adentro» | Catalino Curet Alonso | 5:00     |  |
| 6.  | «La Mora»            | Eliseo Grenet         | 6:10     |  |
| 7.  | «Lluvia de Tu Cielo» | Johhny Ortiz          | 5:41     |  |
| 8.  | «Fue Varón»          | Rubén Blades          | 5:32     |  |
| 9.  | «Pueblo»             | Rubén Blades          | 7:05     |  |